# Zahořany (Křešice)
Zahořany jsou vesnice, část obce Křešice v okrese Litoměřice. Nachází se asi 1,5 km na severozápad od Křešic, při severovýchodním úpatí vrchu Křemín (244 m). Vesnicí protéká Luční potok. V roce 2009 zde bylo evidováno 125 adres. V roce 2011 zde trvale žilo 336 obyvatel.
Zahořany leží v katastrálním území Zahořany u Litoměřic o rozloze 2,95 km².

## Historie
Nejstarší písemná zmínka pochází z roku 1318. Jméno obce je odvozeno od její polohy, leží totiž z pohledu od řeky, jejíž břeh je zde pod vrstevnicí 150 m n. m. za dvojicí vystupujících kopců Křemín (244 m n. m.) a Holý vrch (302 m n. m.) v záhoří, v nadmořské výšce okolo 170 m n. m. 

## Obyvatelstvo
|                                                           | 1869 | 1880 | 1890 | 1900 | 1910 | 1921 | 1930 | 1950 | 1961 | 1970 | 1980 | 1991 | 2001 | 2011 |
| --------------------------------------------------------- | ---- | ---- | ---- | ---- | ---- | ---- | ---- | ---- | ---- | ---- | ---- | ---- | ---- | ---- |
| Obyvatelé                                                 | 618  | 587  | 579  | 569  | 690  | 573  | 631  | 410  | 455  | 424  | 369  | 300  | 298  | 336  |
| Domy                                                      | 120  | 120  | 112  | 113  | 115  | 115  | 119  | 116  | 125  | 103  | 98   | 105  | 115  | 118  |
| Počet domů z roku 1961 zahrnuje domy místní části Sedlec. |      |      |      |      |      |      |      |      |      |      |      |      |      |      |

## Pamětihodnosti

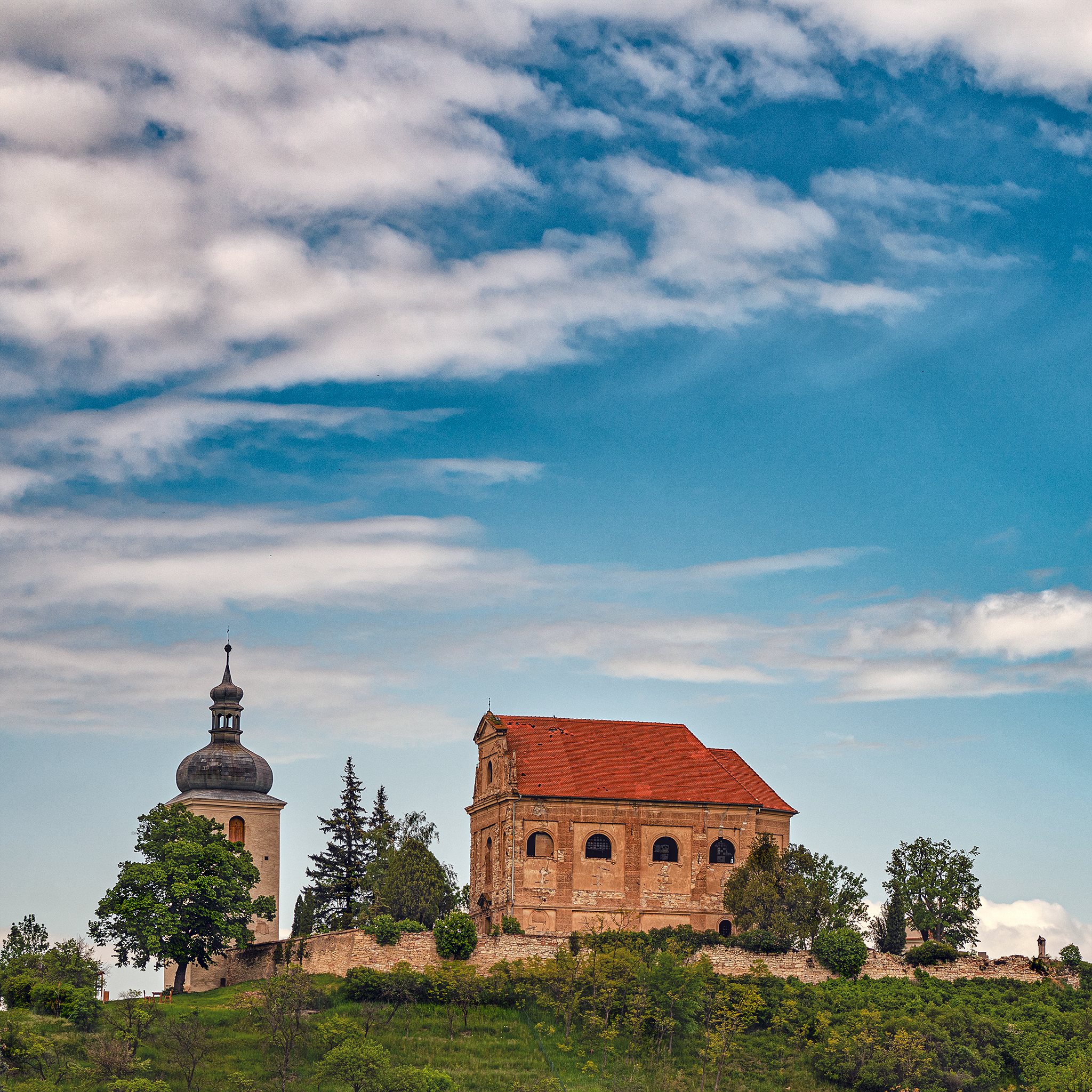
Kostel Nejsvětější Trojice

- Na návrší jižně od vesnice se nachází kostel Nejsvětější Trojice se zvonicí postavený v letech 1653–1657.[8]
- Na pravém břehu Lučního potoka stojí barokní zahořanský zámek. Vznikl přestavbou renesanční tvrze v po roce 1654. Dochovaná podoba je výsledkem dalších barokních přestaveb a úprav v devatenáctém století.[9]
- Fara
- Venkovský dům čp. 40
- Venkovský dům čp. 72
- Výklenková kaplička
- Boží muka
- Socha sv. Donáta
- Socha sv. Jana Nepomuckého
- Přírodní rezervace Holý vrch východně od vesnice
- Přírodní památka Stráně u Velkého Újezdu severně od vesnice